# بهزاد عزیزی
بهزاد عزیزی عضو تیم ملی قایقرانی ایران در دوره‌های سوم مسابقات قهرمانی آسیا (۱۳۶۸–۱۹۸۹) جاکارتا - اندونزی و چهارم مسابقات قهرمانی آسیا (۱۳۷۰–۱۹۹۱) دریاچه اتسو- ژاپن .

## مسابقات قهرمانی آسیا (۱۳۶۸–۱۹۸۹) جاکارتا - اندونزی
تورینگ یکنفره ۱۰۰۰متر- بهزاد عزیزی- مدال نقره
تورینگ دونفره۵۰۰ متر-محمدنوری وبهزاد عزیزی- مدال نقره
تورینگ دونفره ۱۰۰۰متر- محمدنوری و بهزاد عزیزی- مدال برنز

## مسابقات قهرمانی آسیا (۱۳۷۰–۱۹۹۱) دریاچه اتسو- ژاپن
تورینگ دونفره۵۰۰ متر- محمدنوری و بهزاد عزیزی - مدال نقره
تورینگ دونفره ۱۰۰۰متر- محمدنوری و بهزادعزیزی - مدال طلا